# Simone Renna
Simone Renna (* 10. Juli 1974 in Lecce) ist ein italienischer römisch-katholischer Geistlicher und Untersekretär im Dikasterium für den Klerus.

## Leben
Simone Renna empfing nach seiner theologischen Ausbildung am 29. Juni 2004 die Priesterweihe für das Erzbistum Lecce. Er hat einen Abschluss in Rechtswissenschaften von der Katholischen Universität vom Heiligen Herzen in Mailand und einen Doktortitel in Kirchenrecht von der Päpstlichen Lateranuniversität in Rom. Er hatte verschiedene Positionen in Lecce inne: Pfarrer, Leiter der Jugend- und Universitätspastoral, Richter am Kirchengericht und Kanzler.
Seit dem 1. Oktober 2019 war er Beamter in der römischen Kurie, zuletzt als  Offizial der Kongregation für den Klerus (seit 2022: Dikasterium für den Klerus). Am 9. Februar 2022 ernannte ihn Papst Franziskus zum Untersekretär im Dikasterium für den Klerus.
Am 25. August 2022 erfolgte die Ernennung zum Päpstlichen Ehrenprälaten (Monsignore).

## Schriften
- La rilevanza giuridica da attribuire al “Bonum Familiae” nella disciplina del matrimonio canonico, Lateran University Press 2008, ISBN 978-8846506290